# Bataille de Vuosalmi
Guerre de Continuation de la Seconde Guerre mondiale
Batailles
1941
- Carélie du Ladoga
- Isthme de Carélie
- Carélie orientale
- Silberfuchs
  - Renntier
  - Platinfuchs
  - Polarfuchs
- Kirkenes et Petsamo
- Hanko
- Bengtskär
- Porlampi

1942
- Suursaari
- Someri

1944
- Vyborg-Petrozavodsk
  - Tienhaara
  - Tali-Ihantala
  - Île de Nerva
  - Baie de Vyborg
  - Vuosalmi
  - Nietjärvi
  - Ilomantsi
  - Hokki

Campagnes de la mer Baltique
La bataille de Vuosalmi (également connue sous le nom de bataille d'Äyräpää-Vuosalmi) – dont l'essentiel – a duré du 4 au 17 juillet 1944. Elle s'est déroulée lors de la guerre de Continuation (1941-1944), épisode de la Seconde Guerre mondiale, entre la Finlande et l'Union soviétique.

## Contexte
Après avoir constaté leur échec, lors de la bataille de Tali-Ihantala contre les défenseurs finlandais fin juin et début juillet 1944, les Soviétiques tentent de briser les positions finlandaises à Vuosalmi (aujourd'hui Droujnoïe) et d'encercler la partie sud des forces finlandaises dans l'isthme de Carélie. Les forces soviétiques de la 23e armée opérants dans la région ont mené sans succès des attaques à petite échelle contre les défenses finlandaises pendant près de deux semaines dans la région d'Äyräpää. Le manque de succès de la 23e armée conduira à un changement de commandement le 3 juillet.

## Ordre de bataille

### Finlandais
Les défenses finlandaises dans la zone de Vuosalmi se composent initialement uniquement de la 2e division (Martola (en), plus tard Blick (en)), plus tard renforcé par des unités de la division blindée du général Lagus, du 57e régiment d'infanterie, du 25e bataillon mixte de la 15e division d'infanterie et du 4e bataillon de la 19e brigade ; notamment après les ralentissement des combats dans la région de Tali-Ihantala.
Force principale :
IIIe corps finlandais (Hjalmar Siilasvuo)
2e division d'infanterie (Armas-Eino Martola (en) / Aarne Blick (en))
Dernières étapes de la bataille :
57e régiment d'infanterie et 25e bataillon mixte de la 15e division d'infanterie
4e bataillon de la 19e brigade d'infanterie
1 canon d'assaut et 4 bataillons de jägers de la division blindée finlandaise
Initialement, les forces totales sont composées d'environ 20 000 hommes, passant à environ 32 000 à la mi-juillet. L'effectif personnel moyen de la division d'infanterie est d'environ 13 300 hommes, tandis que la brigade d'infanterie compte 6 700 à 7 000 hommes, 3 620 du régiment d'infanterie et 1 022 du bataillon d'infanterie. Les 21 bataillons d'artillerie de campagne comptent en moyenne 520 à 560 hommes.

### Soviétique
La 23e armée du colonel général Chvetsov du front soviétique de Léningrad du maréchal Govorov est chargée de réaliser une traversée et une percée à Vuosalmi. Pour cette tâche, la 23e armée désigne d'abord le 98e corps de fusiliers (ru), puis le 115e corps de fusiliers (ru).
23e armée (Vassili Chvetsov)
98e corps de fusiliers (Gueorgui Anissimov)
92e division de fusiliers (ru) (transférée dans le 115e corps de fusiliers le 8 juillet)
281e division de fusiliers (en)
381e division de fusiliers (en)
6e corps de fusiliers (en) (Ivan Fadeïev)
13e division de fusiliers (ru)
382e division de fusiliers (ru)
327e division de fusiliers
115e corps de fusiliers (S. B. Kozatsek)
10e division de fusiliers (en)
142e division de fusiliers (en)
Total : 8 divisions d'infanterie, 80 à 90 chars ou canons d'assaut/automoteurs et environ 600 pièces d'artillerie de campagne ou mortiers lourds. L'effectif moyen des divisions de fusiliers est d'environ 6 600 à 6 700 hommes.

## La bataille
Les positions finlandaises sont très défavorablement situées sur la crête de l'Äyräpää, surplombant la large rivière Vuoksi derrières elles. Bien que très défavorable, la crête d'Äyräpää domine le terrain inférieur de la rive nord, ce qui oblige à placer les lignes défensives sur la crête. Le 98e corps de l'Armée rouge lance des attaques plus intenses le 4 juillet et de violents combats font rage pour le contrôle de la crête jusqu'au 9 juillet, date à laquelle les Finlandais se replient finalement sur la rive nord. Le 115e corps soviétique poursuit alors l'attaque et franchit le Vuoksi le 9 juillet. Au cours de cette journée, les forces soviétiques et finlandaises tirent le plus grand nombre d'obus d'artillerie et de mortier : 30 000 (forces soviétiques) et 18 800 (finlandais, dont 13 500 obus d'artillerie de campagne).
Le 115e corps soviétique renforce la tête de pont et y place ses trois divisions le 11 juillet. Les forces finlandaises reçoivent également des renforts sous la forme d'une division blindée finlandaise épuisée directement d'Ihantala. Le 11 juillet, les deux camps tentent d'attaquer simultanément. Les tentatives simultanées sont stoppées lorsque les adversaires se heurtent à des formations ennemies en attaque. Même si les Soviétiques ont désormais accès aux champs ouverts de la rive nord, ce qui est avantageux pour les blindés soviétiques, les Finlandais sont en mesure d'arrêter toute nouvelle avancée soviétique. Les contre-attaques finlandaises suivantes à Vuosalmi n'apporteront pas non plus beaucoup de succès à ce stade, et les deux camps se retrouveront donc sur la défensive dans cette zone à la mi-juillet 1944.
Du 20 juin au 17 juillet 1944, l'artillerie de campagne finlandaise a tiré au total plus de 122 000 obus à Äyräpää et Vuosalmi – soit le même nombre que lors de la bataille de Tali-Ihantala, qui s'est déroulée exactement à la même période dans un voisinage proche, sur l'isthme de Carélie relativement étroit de Finlande. Les unités de mortier ont tiré 85 000 coups. Si l'on compare la période de huit jours des combats les plus intenses, beaucoup plus d'obus d'artillerie ont été tirés à Vuosalmi (74 000) qu'à Tali-Ihantala (56 000). Au cours de cette période de 8 jours, des unités de mortier finlandaises ont également tiré 52 000 obus à Vuosalmi,. L'artillerie de campagne finlandaise, en particulier pendant la dernière partie de la bataille, a tiré des obus relativement lourds. Le 16 juillet, le poids moyen des cartouches est d'environ 28 kilos.

## Conséquences
Le commandant du front de Léningrad, le maréchal Leonid Govorov, critiqua vivement les commandants de la 23e armée, du 98e corps et du 115e corps lorsque l'offensive à Vuosalmi ne donna aucun résultat concret malgré les lourdes pertes subies.

## Galerie

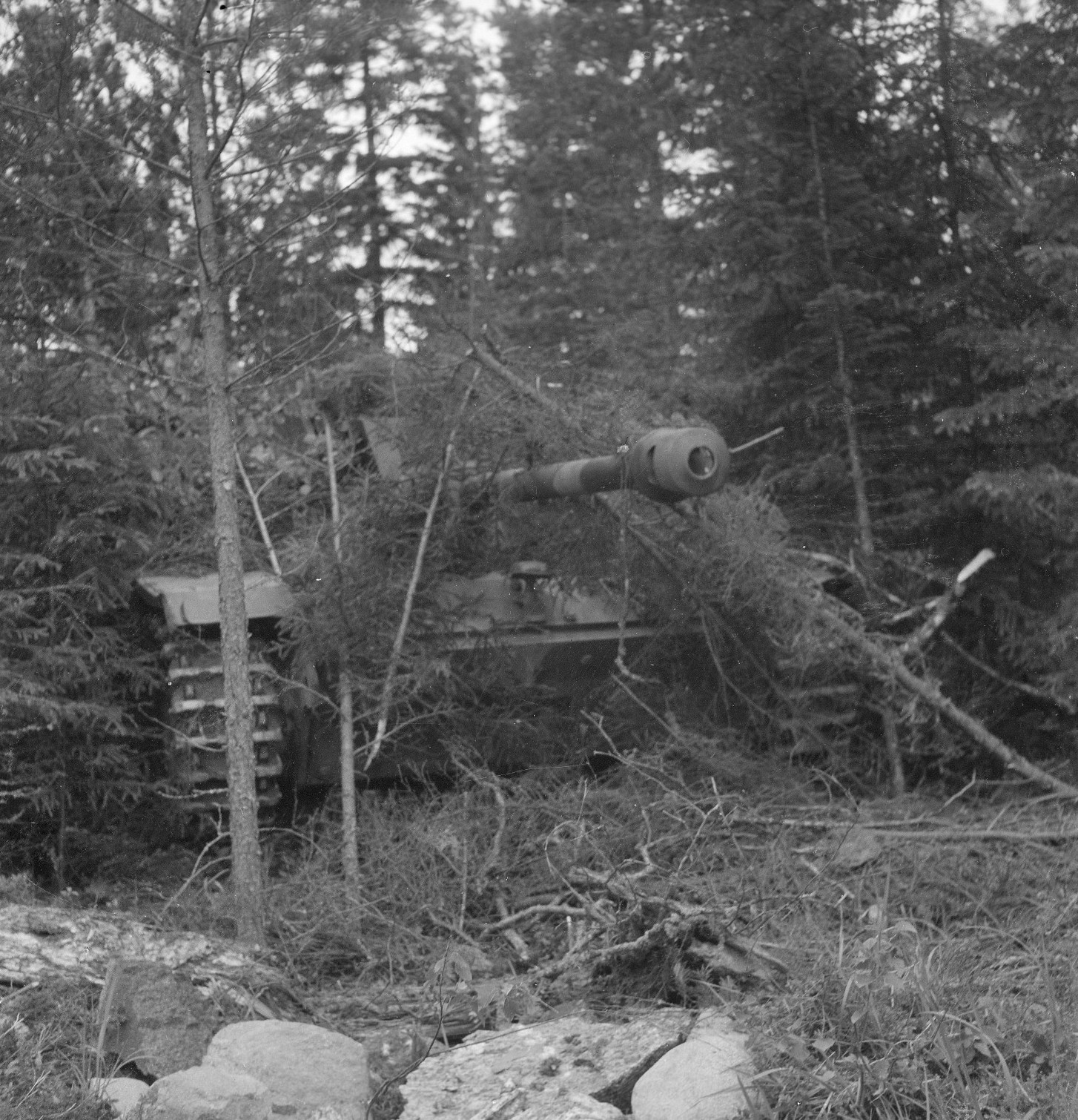
Canon d'assaut finlandais camouflé Sturmgeschütz III sur le champ de bataille.
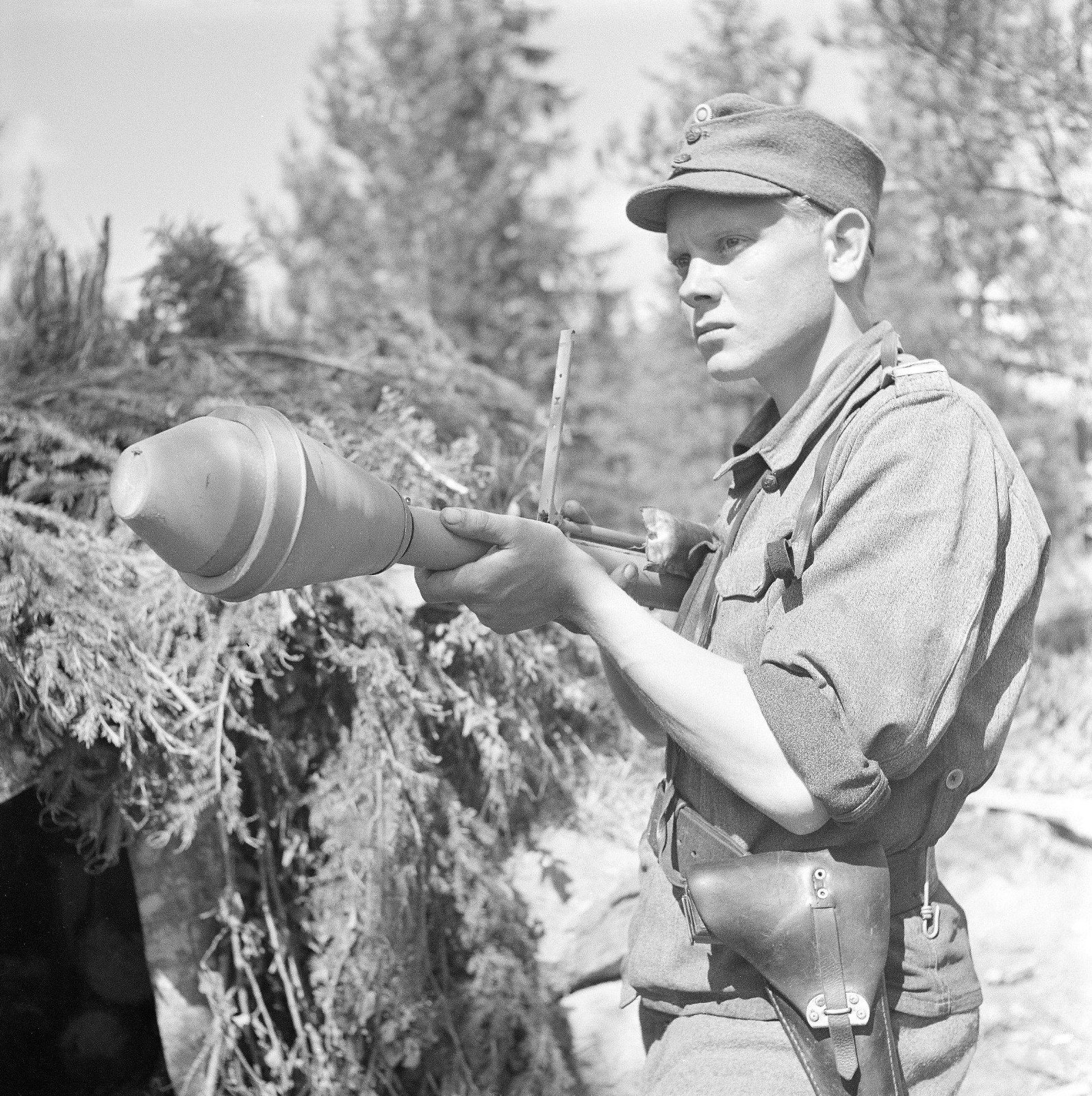
Caporal Franz Haapala maniant le Panzerfaust utilisé contre les chars lourds soviétiques.
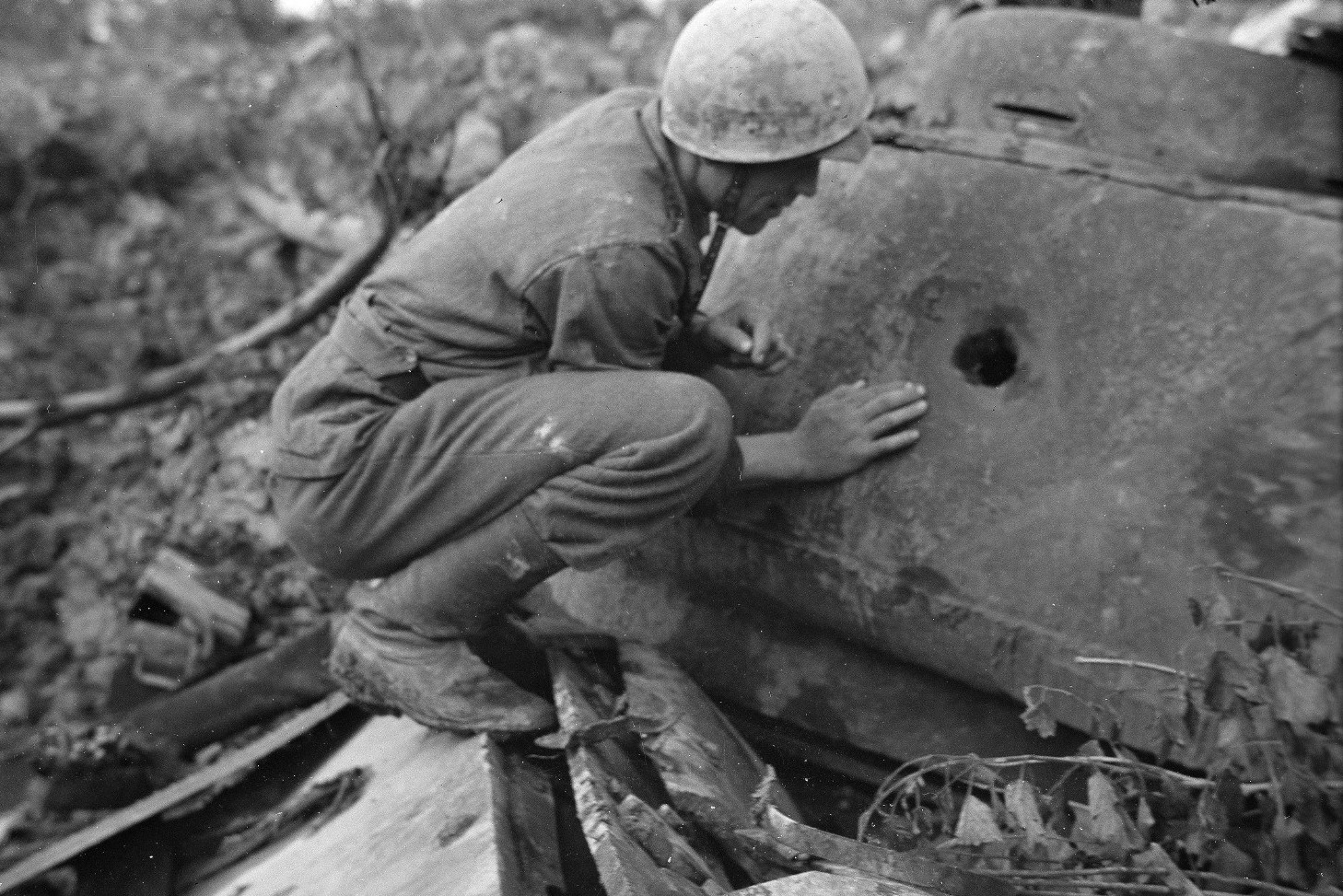
Trou de la taille d'un poing provoqué par l'ogive d'un Panzerfaust.
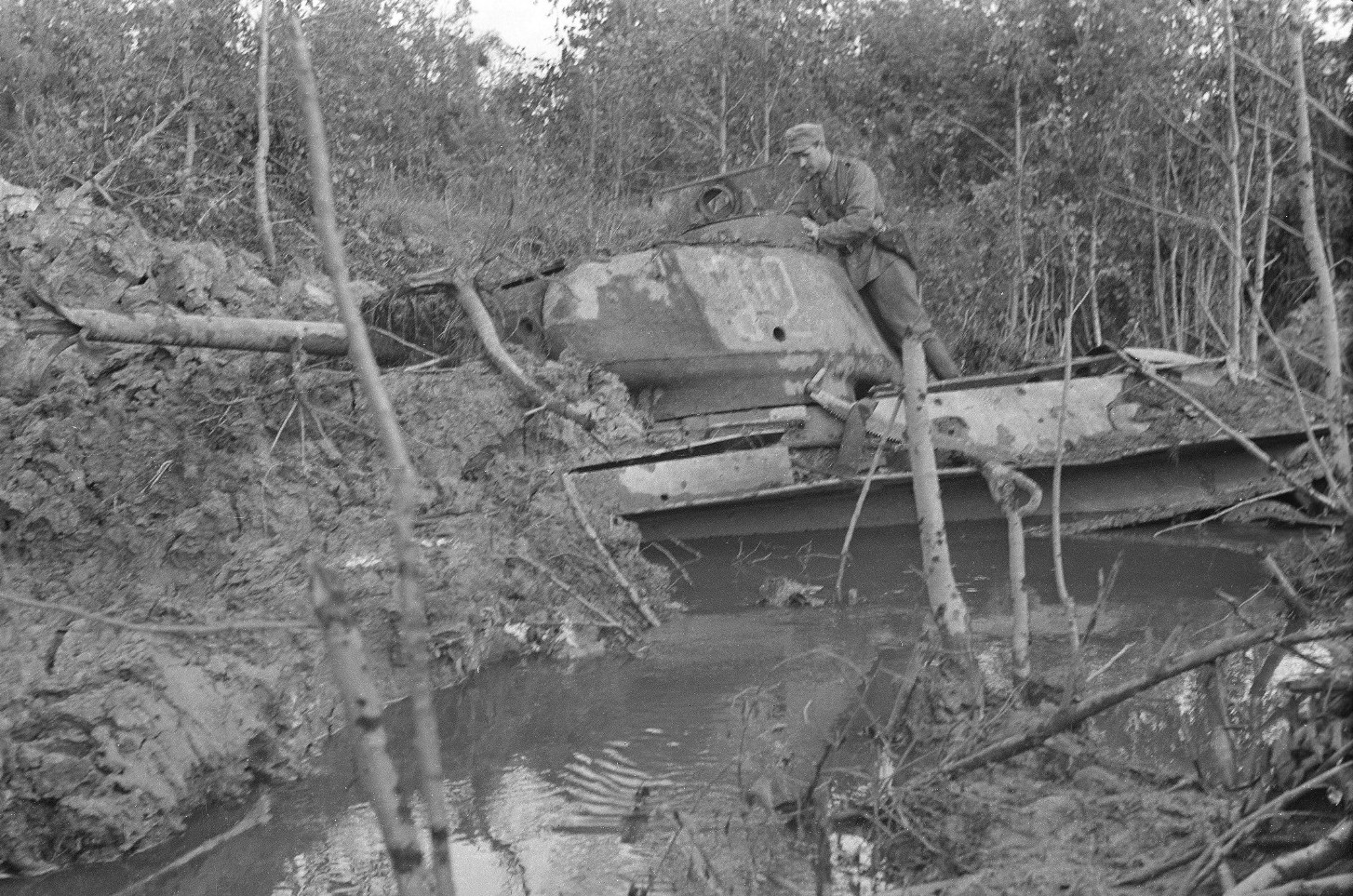
Char soviétique détruit pendant la bataille.